# البطمي
البطمي قرية سوريّة تتبع إداريّاً لمحافظة ريف دمشق منطقة دوما ناحية الضمير، بلغ تعداد سكانها 18 نسمة حسب التعداد السكاني لعام 2004.